# Động vật ăn rắn

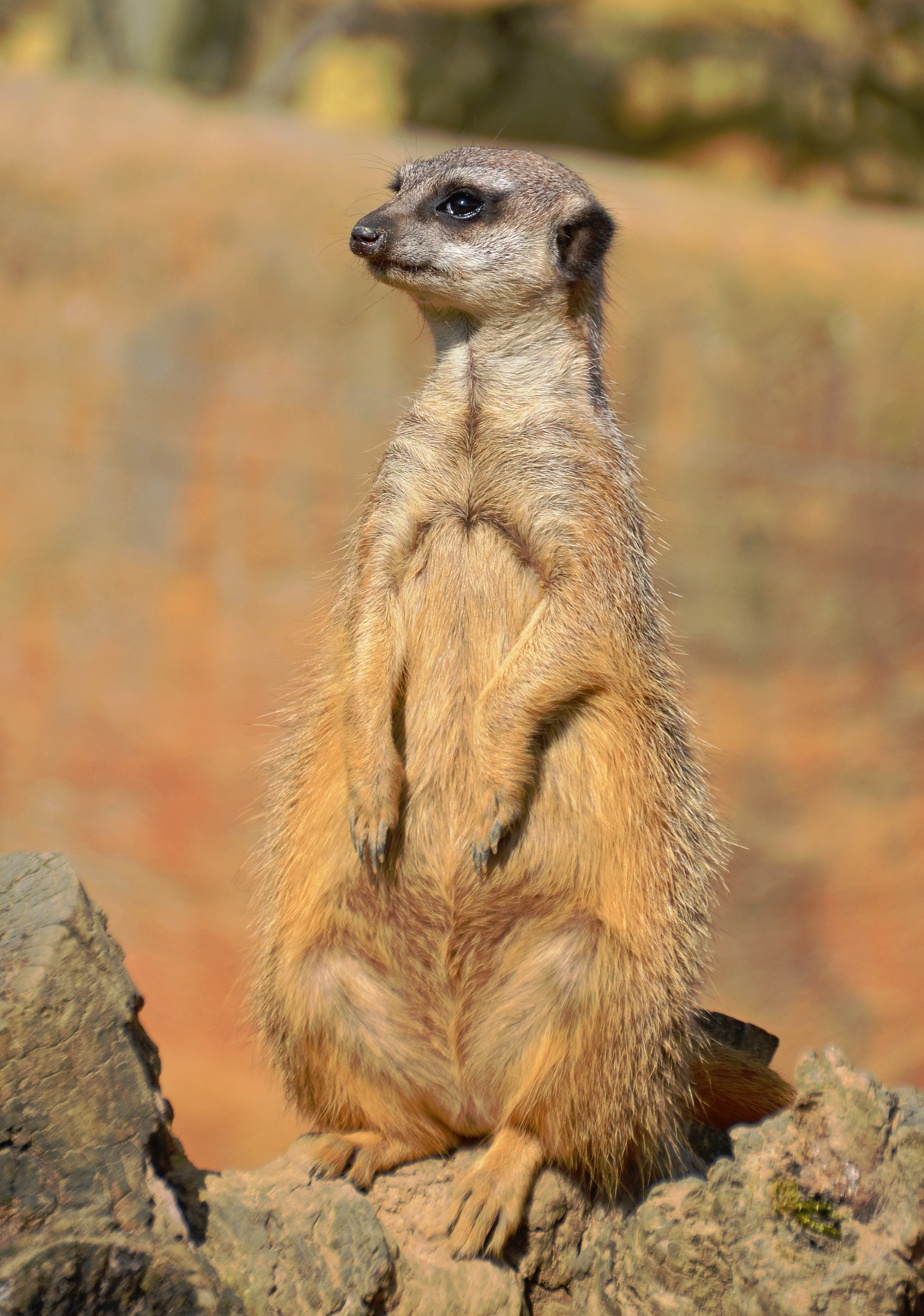
Cầy Meerkat được biết đến là săn bắt và ăn những con rắn nhỏ

Động vật ăn rắn hay còn gọi là Ophiophagy (tiếng Hy Lạp: ὄφις + φαγία có nghĩa là "ăn con rắn") là một tập tính ăn của động vật chuyên biệt cho việc săn bắt và ăn thịt những con rắn (ví dụ như rắn hổ mang chúa, rắn vua) hoặc chỉ về hành vi của động vật đi săn và ăn thịt rắn. Những loài thú ăn rắn được biết đến như chồn hôi và cầy mangut), các loài chim (như đại bàng ăn rắn, diều ăn rắn, và một số loài diều hâu), thằn lằn (như thằn lằn Crotaphytus collaris và thậm chí cả những con rắn khác như rắn Mussuranas ở Nam Mỹ và rắn vua (Kingsnake) phổ biến ở Bắc Mỹ. Các chi rắn hổ mang có nọc độc (rắn chúa Ophiophagus hannah) được đặt tên theo thói quen này.

## Trong văn hóa
Hình tượng về động vật ăn rắn được khắc họa trong văn hóa với một con chim con ăn rắn xuất hiện trong một huyền thoại của người Mexico, kẻ đã dẫn đát đến các đế chế Aztec trong huyền thoại, và con chim này được đại diện là linh vật trên lá quốc kỳ của Mexico: Những người Mễ Tây Cơ bản địa được vị thần của họ Huitzilopochtli dẫn dắt đã tìm được một nơi mà con chim này đáp xuống một cây xương rồng lê gai, nuốt một con rắn. Những người này nhận thấy các dấu hiệu sự sống trên một hòn đảo ở hồ Texcoco, nơi họ dựng lên thành phố Tenochtitlan vào năm 1325. Người Maya cũng có truyền thuyết về những kẻ ăn rắn (Ophiophagy) ngay chính trong văn hóa dân gian và thần thoại của họ. Ở Guatemala có thể lấy được tên của những kẻ săn rắn từ thuật ngữ Nahuatl là Coactlmoctl-lan, có nghĩa là "vùng đất của những con chim ăn con rắn".

## Hiện nay

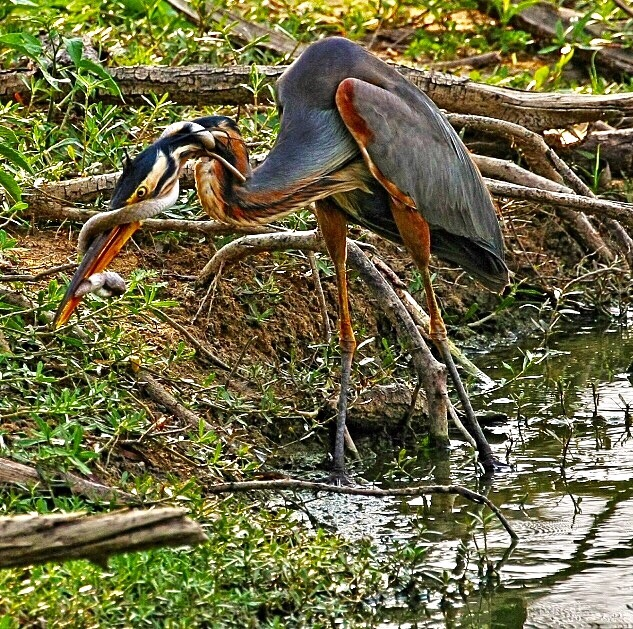
Một con diệc đang bắt ăn một con rắn

Ở một số vùng, nông dân nuôi giữ động vật ăn rắn như là vật nuôi để bảo vệ ngôi nhà và cảnh quan của mình tránh khỏi các loài rắn như rắn hổ mang và rắn hố (kể cả rắn chuông) vì những loài rắn này hàng năm đã gây ra một số lượng lớn các ca tử vong của nhiều loài gia súc và cả con người, chẳng hạn như rắn cắn gây ra cái chết của những con bò, và việc rắn cắn diễn ra thường xuyên ở con người. Một ví dụ được thuần hóa là loài cầy Mangut ở Ấn Độ. Những con công trống cũng đã được nuôi giữ từ hàng thiên niên kỷ do thói quen tấn công rắn của những con công.
Trong những năm 1930 một kế hoạch của chính quyền Brazil để tạo điều kiện cho việc nhân giống sinh sản và phát tán một số lượng lớn các loài Mussuranas nhằm mục đích kiểm soát các loài rắn hố đã được cố gắng thực hiện nhưng rốt cuộc thì đã không làm được việc như ý định. Viện Butantan, ở São Paulo là nơi chuyên sản xuất chất chống nọc độc, đã dựng một bức tượng của loài rắn Mussurana Clelia clelia là biểu tượng của nó và để tưởng nhớ sự hữu dụng của nó trong cuộc chiến chống rắn độc cắn.

## Miễn dịch
Nhiều loài động vật ăn rắn dường như được miễn dịch với nọc độc của rắn thông thường chúng có thể săn mồi và ăn thoải mái ăn những con rắn. Hiện tượng này được nghiên cứu từ các cá thể Mussurana do công của các nhà khoa học Brazil. Chúng có kháng thể các hoạt chất antihemorrhagic và antineurotoxic trong máu. Các con thú có túi ôpôt Virginia (Didelphis virginiana) đã được nhận thấy rằng chúng có sức đề kháng nhất đối với nọc rắn, loại miễn dịch này không có được và đã có thể phát triển như là một sự thích nghi để ăn thịt rắn độc trong môi trường sống của chúng.
Trong tác phẩm The Jungle Book của nhà văn Rudyard Kipling, tác giả đã bác bỏ ý tưởng rằng cầy Mangut ăn phải các loại thảo mộc nào đó để chống lại chất độc như dân gian hay lưu truyền. Ông cho rằng không có khả năng đặc biệt để các loài vật khác hơn là sự nhanh nhẹn tuyệt vời và kỹ năng tránh bị cắn của những con vật này. Tuy nhiên, các nghiên cứu gần đây đã chỉ ra rằng khả năng của cầy chống được nọc rắn là ít nhất một phần do biến đổi thụ thể nicotinic acetylcholine của nó (AcChoR) mà không ràng buộc với alpha-BTX, và alpha-neurotoxin.